# Харевич, Зофья
Зофья Харевич или Зофья Гронзевич (пол. Zofia Charewicz, Zofia Grąziewicz; род. 12 января 1944, Лодзь, Польша) — польская актриса театра, кино и телевидения.

## Биография
Зофья Харевич родилась 12 января 1944 года в Лодзи. Дебютировала в театре в Гданьске в 1964 году. Актёрское образование получила в Киношколе в Лодзи, которую окончила в 1966 году. Актриса театров в разных польских городах (Гданьск, Лодзь, Краков, Варшава). Выступает в спектаклях «театра телевидения» с 1969 г.

## Избранная фильмография
- 1965 — Возвращение доктора фон Книпродэ / Powrót doktora von Kniprode
- 1970 — Доктор Эва / Doktor Ewa
- 1972 — Стеклянный шар / Szklana kula
- 1974 — Сколько той жизни / Ile jest życia
- 1974 — Семь сторон мира / Siedem stron świata
- 1978 — Семья Поланецких / Rodzina Połanieckich
- 1978 — Мёртвые бросают тень / Umarli rzucają cień
- 1981 — Ва-банк / Vabank
- 1988 — Пограничье в огне / Pogranicze w ogniu